# Пегасус ерлајнс
Пегасус ерлајнс (тур. Pegasus Hava Taşımacılığı A.Ş., брендиран као Pegasus Airlines) је турска нискотарифна авио-компанија са седиштем у Истанбулу. Некада је пословао као чартер авио-компанија у сарадњи са ирским Ер Лингусом, док данас Пегасус ерлајнс послује самостално и у већинском је власништву ЕСАС Холдинга.

## Историја
1. децембра 1989. две компаније Нет и Силкер, у сарадњи са ирским Ер Лингусом, одлучују да формирају чартер авио-компанију названу Пегасус ерлајнс, која је започела са радом 15. априла 1990. године са два изнајмљена Боинга 737-400. Али само четири месеца касније дошло је до инвазије Ирака на Кувајт и седмомесечна окупација, која је потом уследила, је значајно утицала на турски туризам и новоформирану авио-компанију.
До 1992. године, туристи су почели да се враћају у Турску и Пегасус је започео са растом, уз изнајмљивање и трећег Боинга 737-400.
Пегасус је узео на лизинг и два авиона типа Ербас A320 како би се изборио са тражњом у време летње сезоне.
Након две позитивне године, Ер Лингус и Нет су 1994. одлучили да продају своје акције компанији Yapi Kreditbank из Истанбула, чиме је Пегасус постао 100% у турском власништву.
4. септембра 1997. године, Пегасус наручује од Боинга још један 737-400 и један 737-800, што га чини првим турским превозником који је наручио Боинг 737 нове генерације. Пегасус је, такође, потписао и уговор са лизинг кућом ИЛФЦ о лизингу додатних 10 Боинга 737-800.
У јануару 2005. године, EСАС Холдинг постаје власник Пегасус ерлајнса и поставља Али Шабанџија за првог човека авио-компаније. Два месеца касније, Шабанџи одлучује да Пегасус прерасте из чартер авио-компаније у нискотарифну авио-компанију. Већ у новембру 2005. Пегасус је наручио 12 нових модела 737-800s, са опцијом наруџбине још 12 737-800s до новембра 2008. Ова последња опција је флексибилна, јер омогућава измену модела на Боинг 737-700 са 149 седишта или Боинг 737-900 са 215 седишта, у зависности од тражње..
У току 2007. године, Пегасус ерлајнс је превезао више путника него било која приватна авио-компанија у Турској. Током 2008. године, Пегасус ерлајнс је превезао укупно 4,4 милиона путника.
У грчкој митологији, Пегаз (грч. Πήγασος) је представљао крилатог коња, Посејдоновог и Медузиног сина.
Пегаз је летео брзином ветра, био је нежан и мудар, чиста срца, а живио на високим планинама, највише на Хеликону, месту где су обитавале Музе.

## Дестинације
По подацима из децембра 2012. године, Пегасус ерлајнс лети до следећих дестинација:
Адана, Алма Ата, Амстердам, Анкара, Анталија, Атина, Базел, Батуми, Бејрут, Београд , 
Бергамо, Берлин, Беч, Бодрум, Брисел, Букурешт, Келн, Копенхаген, Даблин, Даламан, Диселдорф, Дијарбакир, Доњецк, Дубаи, Елазиг, Ербил, Франкфурт, Газијантеп, Хатај, Истанбул, Измир, Кајзери, Коња, 
Краснодар, Лавов, Лондон, Малатија, Манчестер, Марсеј, Минхен, Никозија, Омск, Париз, 
Приштина, Рим, Сент Етјен, Самсун, Сивас, Скопље, Стокхолм, Тбилиси, Техеран, Тел Авив, 
Трабзон, Ван, Харков, Цвајбрикен, Цирих, Штутгарт

### Код шер уговори
- Ер Берлин
- Азербејџан ерлајнс
- ИЗер

## Флота
По подацима из децембра 2012, флота Пегасуса се састоји од 43 авиона, углавном типа Боинг 737-800, просечне старости 4,2 године:
| Тип авиона    | У флоти | Наручено | Број седишта | Напомена                                                            |
| ------------- | ------- | -------- | ------------ | ------------------------------------------------------------------- |
| Ербас А320нео | 0       | 100      | ТБА          |                                                                     |
| Боинг 737-400 | 2       | 0        | 168          | Биће повучени из саобраћаја са приспећем нових Боинг 737-800 модела |
| Боинг 737-800 | 41      | 2        | 180          | 3 авиона лете за ИЗер                                               |
| Укупно        | 43      | 102      |              |                                                                     |

| Тип авиона    | Укупно | Уведен | Повучен |
| ------------- | ------ | ------ | ------- |
| Боинг 737-500 | 3      | 2006   | 2012    |

## Кабина
Сви авиони Пегасус ерлајнса поседују искључиво седишта у једној, економској класи. „Летећи кафе“ са богатом понудом топлих оброка, салата, сендвича и алкохолних и безалкохолних пића је доступан свим путницима, уз додатно плаћање за ту услугу. Пегазус разматра увођење ИФЕ система за забаву током лета. (Тренутно, у појединим авиона типа Боинг 737-800 постоје екрани изнад седишта који искључиво приказују компјутерски генерисану мапу лета).

## Обука и одржавање
За разлику од већине нискотарифних авио-компанија, Пегасус поседује сопствени центар за обуку кабинског особља, као и центар за одржавање авиона, Пегазус Технику. Оба центра су потпуно лиценцирана и служе обуци, како земаљског, тако и кабинског особља.

## Инциденти и несреће
- 10. марта 2010. године на лету 361 Пегасус ерлајнса, авион типа Ербас A319 који је летео за компанију ИЗер, имао је принудно слетање на аеродром Франкфурт услед квара опреме на носном делу стајног трапа авиона. Авион је безбедно слетео, али су биле пробушене обе предње гуме, а аеродромска писта 07R/25L је била затворена 3 сата за саобраћај због овог инцидента.[7]

## Спонзорства
Пегасус ерлајнс је један од званичних спонзора Турк телеком арене, новоизграђеног стадиона на коме игра турски фудбалски клуб Галатасарај.